# Dodô (football, 1974)
Ricardo Lucas, surnommé Dodô, est un footballeur brésilien né le 2 mai 1974 à São Paulo. Il évolue au poste d'attaquant, actuellement au Fluminense Futebol Clube.

## Palmarès
- Paraná Clube
  - Champion du Paraná en 1996

- São Paulo FC
  - Champion de l'État de São Paulo en 1998

- Botafogo FR
  - Champion de l'État de Rio de Janeiro en 2006
  - Taça Guanabara en 2006
  - Taça Rio en 2007

- Distinctions individuelles
  - Meilleur buteur du championnat de l'État de São Paulo en 1997, 19 buts
  - Meilleur buteur du tournoi Rio-São Paulo en 1999, 5 buts
  - Meilleur buteur du championnat de l'État de Rio de Janeiro en 2006, 9 buts
  - Meilleur buteur du championnat de l'État de Rio de Janeiro en 2007, 13 buts